# 아이쿠트 카야즈크
아이쿠트 카야즈크(튀르키예어·독일어: Aykut Kayacık, 1962년 12월 4일~)는 튀르키예 출신  독일의 배우이다.

## 출연 작품

### 영화
- 더 썬 (2017년)
- 젠느 댄서 (2012년)
- 나의 가족 나의 도시 (2011년)
- 더 트로이 (2007년)
- 비베레 (2007년)
- 불났을 땐 어쩌지? (2001년)
- 광고맨 빅터 포겔 (2001년)